# 赫魯卜區

36°15′48″N 6°41′37″E / 36.2633°N 6.6936°E
赫魯卜區（阿拉伯语：‎），是阿爾及利亞的行政區，位於該國東北部，由君士坦丁省負責管轄，首府設於赫魯卜，面積611平方公里，2008年人口243,057人，人口密度每平方公里398人。